# 舊武昌宮遺蹟
23°49′53″N 120°47′32″E / 23.831370°N 120.792192°E
舊武昌宮遺蹟，為臺灣南投縣集集鎮八張里集集武昌宮舊廟身，1999年因九二一地震震垮，今列中華民國文化資產史蹟類。

## 歷史

### 地震成名

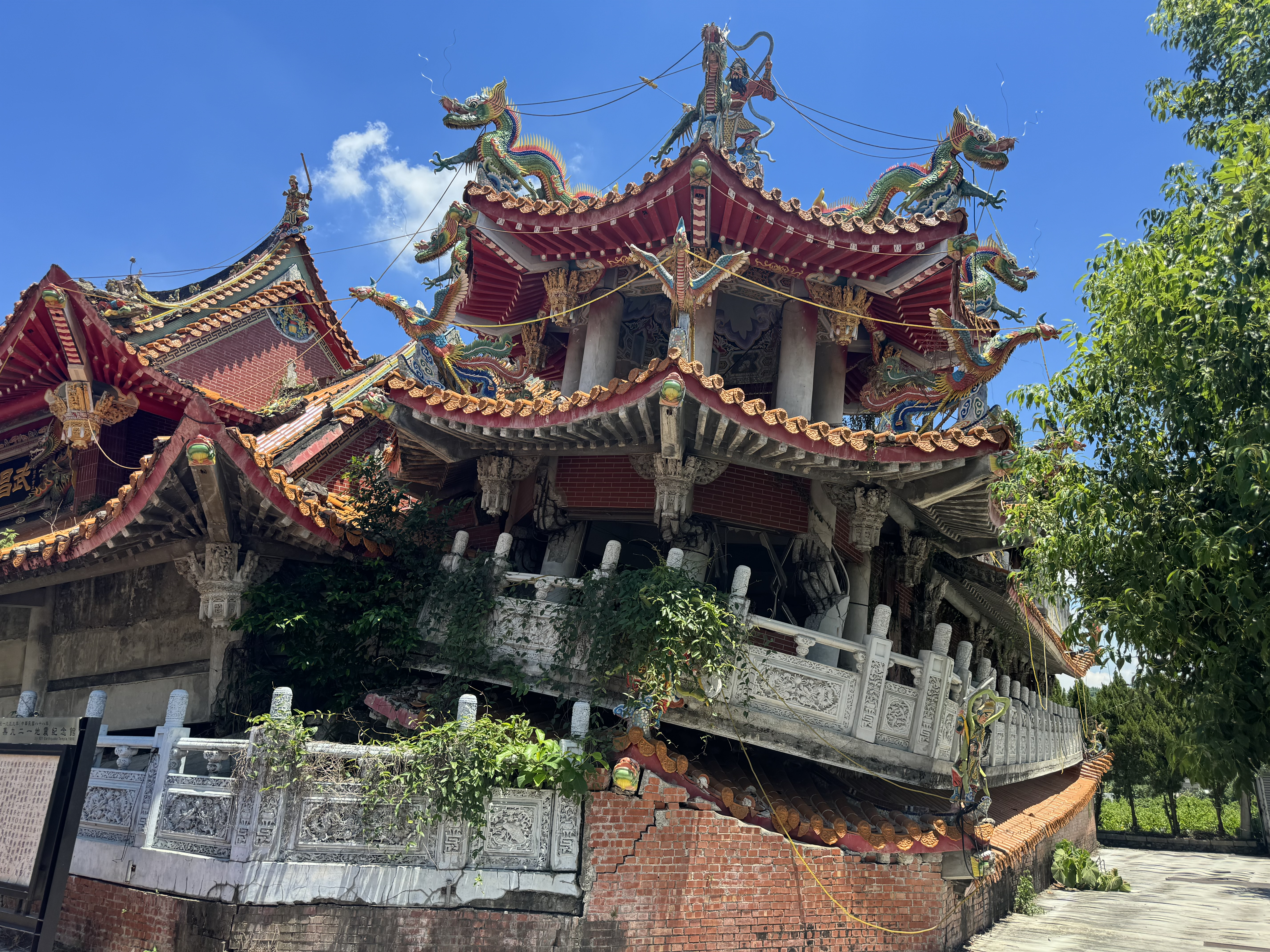
舊武昌宮遺蹟左側

集集武昌宮遺蹟的土地為當地人黃朝瓞在1991年所捐，原為農業用地，建立時未申請建造執照。此廟宇設計採用台灣道教宮殿式建築，宮門及大殿屋頂皆為歇山重簷，屋頂中脊、規帶及斜脊均具泥塑與剪黏裝飾物，且均覆筒瓦、瓦養、瓦當及滴水屋、看架斗拱。
1999年921大地震發生時，已籌款新台幣7千萬元的集集武昌宮廟身建立8年僅完成80%工程。建物因挑高且耐震力不足，致結構不穩震垮。事發時，正好有一群人在外面進行蔬果批發交易，就見證此廟瞬間拉高，再重重摔下，但未壓到人。
集集武昌宮原先只是集集鎮、水里鄉一帶的宗教信仰中心，地震後反而成為臺灣知名廟宇。在地震前，就傳出武昌宮的玄天上帝神像與湖北省武當山的一樣，因此信徒認為玄天上帝是直接從武當山降靈到集集鎮。地震後，管理委員會將神像暫移到廟前廣場，之後集中暫時安奉於廟方人員徐陳雪鳳家中。不久，傳出裡面有三尊神像傳出鬍鬚變長，吸引不少信徒慕名前往。當時東森新聞派駐集集武昌宮的記者盧秀芳見到這些神像後，認為是神明在給信徒啟示。當地八張里長身兼武昌宮管理委員會副主任委員的歐木水回憶，最熱鬧時曾有單日200輛遊覽車、近萬人的紀錄。因毀損的武昌宮與寶成工業等單位捐助的耐基一村災民臨時屋僅一路之隔，大批遊客高聲喧嘩，加上武昌宮人員以擴音器說話，也令災民不得安寧。

### 爭取紀念

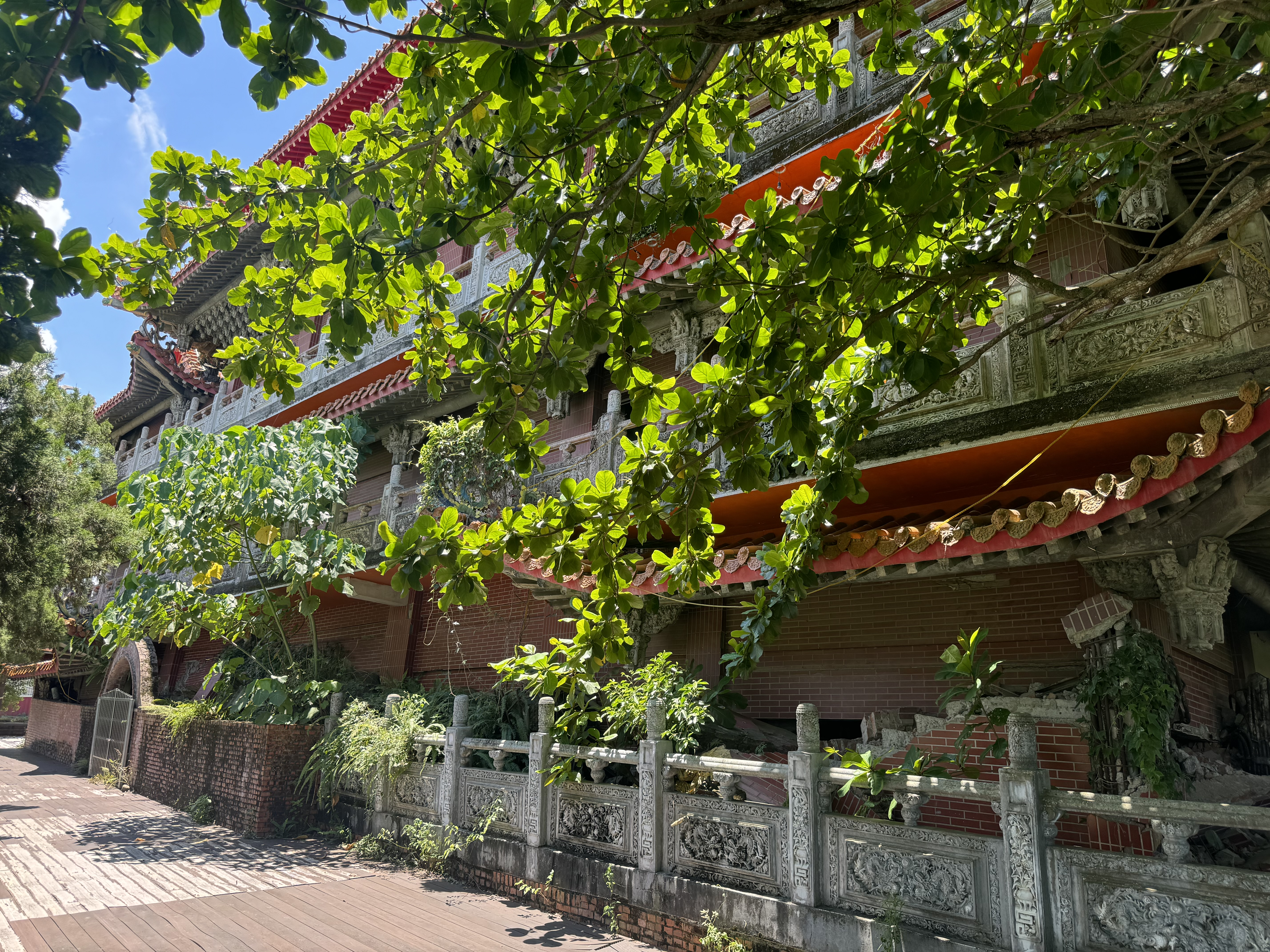
舊武昌宮遺蹟後側

地震當時的集集武昌宮管理委員會主委劉進賢，才在大地震前10天接任。地震後次月，10月21日，集集鎮特有生物研究保育中心的會議上，他建議中央政府以倒塌的武昌宮為中心，設置紀念碑等設施。10月23日，行政院副院長劉兆玄前來集集鎮巡視時，鎮長林明溱提出將此廟身規劃為震災紀念地等構想。12月17日，行政院九二一震災災後重建推動委員會發函給地方政府，表示武昌宮廟身、九二一震災紀念斜塔等17處預計作為紀念地。
2000年1月14日，重建推動委員會中部辦公室工作會報，通過16處國家級地震紀念地的建議名單，其中就包含武昌宮等。同月22日，總統李登輝慰問耐基一村時，林明溱提出以12億7千萬元規劃武昌宮為九二一震災紀念公園。集集鎮公所委請勤益技術學院教授規劃，擬以區段徵收方式，取得武昌宮附近約10公頃土地，設計成有商店街、觀景台、地震紀念博物館的紀念公園。為此，12月30日，集集鎮公所推出印有武昌宮的咖啡杯作宣傳。
後因鎮公所主張爭收廟址後方4公頃私人土地土地遇到地主反對，加上政府不接受以九二一民間捐款移撥徵地費用，武昌宮作為九二一國家地震紀念地的地點就被排除。2001年7月17日，重建推動委員會檢討原提報17處的九二一地震國家紀念地，決定選竹山照鏡台、九二一震災紀念斜塔、臺灣地理中心碑等13處，剔除舊武昌宮遺蹟等。次日，儘管林明溱為武昌宮殘址請命。但2002年3月20日，委員會敲定時，依然僅選霧峰國中、九九峰、九份二山及草嶺大走山作紀念公園。
2007年4月27日，集集武昌宮廟方另建新廟，並開闢攤位提供集集鎮民進駐。2009年6月25日，武昌宮遺跡經交通部觀光局勘查，列入2010年優先評估補助對象。2013年10月12日，武昌宮新廟舉行入火。

### 列入史蹟

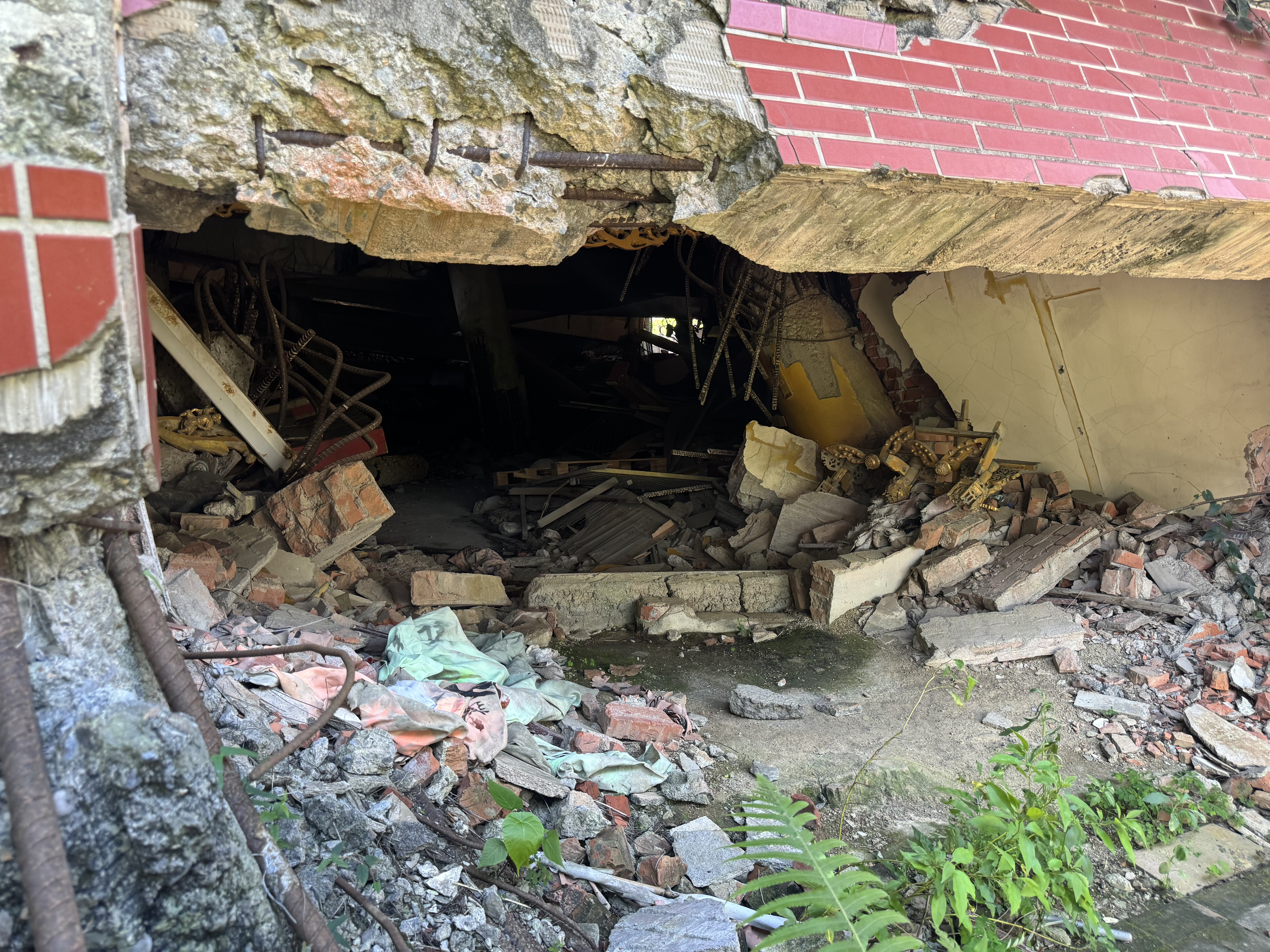
舊武昌宮內部

2022年10月27日，南投縣政府以舊武昌宮為少數震災倒塌僅存案例，具教育、宗教、觀光及文化價值，可供建築界未來從事寺廟建築結構及耐震強度借鑑與參考等理由，公告為史蹟。
2023年《地獄里長》作為地獄場景的廟宇廢墟就有武昌宮遺址、大庄舊五福宮遺址等。